# Teufelssiepen (Ruhr, Essen)
Der Teufelssiepen ist ein etwa dreihundert Meter langes Fließgewässer im Essener Stadtteil Werden, benannt nach dem gleichnamigen Siepen. Er ist ein linker Zufluss der Ruhr. 

## Verlauf
Der Teufelssiepen entspringt auf einer Höhe von 124 m ü. NHN nördlich des Pastoratsbergs mit dem Ringwall Alteburg. Sein Quelle liegt westlich des Essener Stadtteils Werden direkt nördlich der Straße Pastoratsberg. 
Der Bach fließt nord-nordwestwärts durch den gleichnamigen, engen und bewaldeten Siepen, unterquert noch die L 442, hier auch Laupendahler Landstraße genannt, und mündet schließlich auf einer Höhe von etwa 49 m ü. NHN von links in die aus dem Nord-Nordosten heranziehende Ruhr.
Der etwa 300 Meter lange Lauf des Teufelssiepens endet ungefähr 75 Höhenmeter unterhalb seiner Quelle, er hat somit ein mittleres Sohlgefälle von etwa 25 %.